# Fumana paradoxa
Fumana paradoxa är en solvändeväxtart som beskrevs av Vernon Hilton Heywood. Fumana paradoxa ingår i släktet barrsolvändor, och familjen solvändeväxter. Inga underarter finns listade i Catalogue of Life.